# Macracanthorhynchus
Genre
Macracanthorhynchus est un genre d'acanthocéphales de la famille des Oligacanthorhynchidae, créé par Travassos (d) en 1917.

## Écologie
Au stade adulte, ils parasitent l'intestin des mammifères et dont les hôtes intermédiaires sont surtout des larves de coléoptères.

## Description et caractéristiques
Corps de taille grande à très grande. Tronc cylindrique, atténué progressivement vers l’arrière, très rapidement vers l’avant, la partie la plus large se trouvant au niveau du quart antérieur du tronc. Extrémités antérieure et postérieure souvent fléchies sur la face ventrale. Les mâles, toujours beaucoup plus petits que les femelles, ont un tégument souvent lisse, alors que celui des femelles est presque toujours ridé transversalement (les femelles dans l’intestin sont très ridées et ne se déplissent que très lentement dans l’eau pure). Proboscis globuleux portant six spires de six crochets. Lemnisci rubanés, ne contenant que quelques noyaux géants dans la partie antérieure. Organes mâles occupant plus de la moitié postérieure du tronc. Testicules placés l’un derrière l’autre, non en contact, elliptiques et allongés. Huit glandes cémentaires étirées en deux séries allongées de quatre paires. Protonéphridies présentes. Embryophores à coque externe sculptée en réseau.

## Liste des espèces
Selon ITIS (31 décembre 2019) :
- Macracanthorhynchus catulinus Kostylew, 1927
- Macracanthorhynchus erinacei Dollfus, 1953
- Macracanthorhynchus hirudinaceus (Pallas, 1781)
- Macracanthorhynchus ingens (von Linstow, 1879)